# (33463) Bettinagregg
(33463) Bettinagregg est un astéroïde de la ceinture principale.

## Description
(33463) Bettinagregg est un astéroïde de la ceinture principale. Il fut découvert le 19 mars 1999 à Socorro (Nouveau-Mexique) par le projet LINEAR. Il présente une orbite caractérisée par un demi-grand axe de 2,39 UA, une excentricité de 0,14 et une inclinaison de 6,6° par rapport à l'écliptique.